# Bagnadore
Il torrente Bagnadore è un breve corso d'acqua della provincia di Brescia, immissario del lago d'Iseo.

## Corso
La sorgente del Bagnadore è situata sul monte Guglielmo a un'altitudine di 1727 metri s.l.m mentre la foce si trova presso Marone, per un percorso totale di 7,5 km. La portata d'acqua è modesta (0,3 m³ al secondo alla foce).
Tutto il corso del torrente viene considerato parte del reticolo idrico principale come definito dalla Regione Lombardia.

## Ambiente
La fauna ittica è costituita da esemplari di trote fario e di trota iridea nella foce.